# Acueducto de Gualupita
El Acueducto de Gualupita es una obra arquitectónica ubicada en Cuernavaca, México. También es conocido como Arcos de Gualupita o Arcos de Carlos Cuaglia. Consiste en un acueducto construido a finales del siglo XVIII en piedra y ladrillo. En el año 2000 fue incorporado al Catálogo Nacional de Monumentos Históricos del Instituto Nacional de Antropología e Historia.
El acueducto también es conocido como Arcos de Carlos Cuaglia debido a que una calle con ese nombre cruza por debajo de uno de los arcos del acueducto.

## Historia
El Acueducto de Gualupita fue construido en 1773 por Manuel de la Borda. La estructura de piedra y ladrillo conectaba los manantiales de Gualupita con la ciudad de Cuernavaca, atravesando la barranca de Oacalco. Se encontraba al lado de otros dos acueductos, uno construido en el siglo XVI y otro en el siglo XVIII, llamado «Arcos de los lavaderos». Su agua era utilizada para el riego de campos y la propulsión de molinos en las haciendas cañeras de la zona. También era utilizado para los lavaderos del lugar, los cuales estaban instalados en el extremo suroeste de la estructura. El acueducto fue ampliado en 1884. En 1897 fue construido un parque al lado de una sección del acueducto, que recibió el nombre de Carmen Romero Rubio, en honor a la esposa del presidente Porfirio Díaz.
A inicios del siglo XX el acueducto dejó de ser utilzado. Los últimos dos arcos del acueducto fueron ocupados ilegalmente y utilizados para construir viviendas particulares. Mientras que una sección de su tramo central fue derrumbada en la década de 1930 para usar el terreno en la construcción de una escuela. Tras la Revolución mexicana el parque aledaño fue renombrado en honor a Emiliano Zapata, líder de una de las facciones revolucionarias. Posteriormente el parque fue nombrado en honor a Melchor Ocampo, político liberal del siglo XIX.
En 1984 una organización vecinal logró restaurar parcialmente la estructura. Los arcos ocupados ilegalmente fueron liberados y se construyó un paseo peatonal siguiendo el trazado del acueducto. En el año 2000 la estructura fue incorporada al Catálogo Nacional de Monumentos Históricos del Instituto Nacional de Antropología e Historia.